# Primera División 2008-2009 (Spagna)
La Primera División 2008-2009 che, per ragioni di sponsorizzazione prese il nome di Liga BBVA 2008-2009, è stata la 78ª edizione della massima serie del campionato spagnolo di calcio, disputato tra il 30 agosto 2008 e il 31 maggio 2009 e concluso con la vittoria del Barcellona, al suo diciannovesimo titolo.
Capocannoniere del torneo è stato Diego Forlán (Atlético Madrid) con 32 reti.

## Squadre partecipanti
| Club                | Stagione | Città            | Stadio                             | Stagione precedente                    |
| ------------------- | -------- | ---------------- | ---------------------------------- | -------------------------------------- |
| Almería             | dettagli | Almería          | Stadio dei Giochi del Mediterraneo | 8º posto in Primera División           |
| Athletic Bilbao     | dettagli | Bilbao           | San Mamés                          | 11º posto in Primera División          |
| Atlético Madrid     | dettagli | Madrid           | Vicente Calderón                   | 4º posto in Primera División           |
| Barcellona          | dettagli | Barcellona       | Camp Nou                           | 3º posto in Primera División           |
| Real Betis          | dettagli | Siviglia         | Manuel Ruiz de Lopera              | 13º posto in Primera División          |
| Deportivo La Coruña | dettagli | La Coruña        | Riazor                             | 9º posto in Primera División           |
| Espanyol            | dettagli | Barcellona       | Estadi Olímpic Lluís Companys      | 12º posto in Primera División          |
| Getafe              | dettagli | Getafe           | Coliseum Alfonso Pérez             | 14º posto in Primera División          |
| Malaga              | dettagli | Malaga           | La Rosaleda                        | 3º posto in Segunda División, promosso |
| Maiorca             | dettagli | Palma di Maiorca | Son Moix                           | 7º posto in Primera División           |
| Numancia            | dettagli | Soria            | Nuevo Estadio Los Pajaritos        | 1º posto in Segunda División, promosso |
| Osasuna             | dettagli | Pamplona         | Estadio Reyno de Navarra           | 17º posto in Primera División          |
| Racing Santander    | dettagli | Santander        | El Sardinero                       | 6º posto in Primera División           |
| Real Madrid         | dettagli | Madrid           | Santiago Bernabéu                  | 1º posto in Primera División           |
| Real Valladolid     | dettagli | Valladolid       | José Zorrilla                      | 15º posto in Primera División          |
| Recreativo Huelva   | dettagli | Huelva           | Nuevo Colombino                    | 16º posto in Primera División          |
| Siviglia            | dettagli | Siviglia         | Ramón Sánchez Pizjuán              | 5º posto in Primera División           |
| Sporting Gijón      | dettagli | Gijón            | El Molinón                         | 2º posto in Segunda División, promosso |
| Valencia            | dettagli | Valencia         | Mestalla                           | 10º posto in Primera División          |
| Villarreal          | dettagli | Vila-real        | El Madrigal                        | 2º posto in Primera División           |

## Classifica finale
|       | Pos. | Squadra             | Pt | G  | V  | N  | P  | GF  | GS | DR  |
| ----- | ---- | ------------------- | -- | -- | -- | -- | -- | --- | -- | --- |
|       | 1.   | Barcellona          | 87 | 38 | 27 | 6  | 5  | 105 | 35 | +70 |
|       | 2.   | Real Madrid         | 78 | 38 | 25 | 3  | 10 | 83  | 52 | +31 |
|       | 3.   | Siviglia            | 70 | 38 | 21 | 7  | 10 | 54  | 39 | +15 |
|       | 4.   | Atlético Madrid     | 67 | 38 | 20 | 7  | 11 | 80  | 57 | +23 |
|       | 5.   | Villarreal          | 65 | 38 | 18 | 11 | 9  | 61  | 54 | +7  |
|       | 6.   | Valencia            | 62 | 38 | 18 | 8  | 12 | 68  | 54 | +14 |
|       | 7.   | Deportivo La Coruña | 58 | 38 | 16 | 10 | 12 | 48  | 47 | +1  |
|       | 8.   | Malaga              | 55 | 38 | 15 | 10 | 13 | 55  | 59 | -4  |
|       | 9.   | Maiorca             | 51 | 38 | 14 | 9  | 15 | 53  | 60 | -7  |
|       | 10.  | Espanyol            | 47 | 38 | 12 | 11 | 15 | 46  | 49 | -3  |
|       | 11.  | Almería             | 46 | 38 | 13 | 7  | 18 | 45  | 61 | -16 |
|       | 12.  | Racing Santander    | 46 | 38 | 12 | 10 | 16 | 49  | 48 | +1  |
| [ 3 ] | 13.  | Athletic Bilbao     | 44 | 38 | 12 | 8  | 18 | 47  | 62 | -15 |
|       | 14.  | Sporting Gijón      | 43 | 38 | 14 | 1  | 23 | 47  | 79 | -32 |
|       | 15.  | Osasuna             | 43 | 38 | 10 | 13 | 15 | 41  | 47 | -6  |
|       | 16.  | Real Valladolid     | 43 | 38 | 12 | 7  | 19 | 46  | 58 | -12 |
|       | 17.  | Getafe              | 42 | 38 | 10 | 12 | 16 | 50  | 56 | -6  |
|       | 18.  | Real Betis          | 42 | 38 | 10 | 12 | 16 | 51  | 58 | -7  |
|       | 19.  | Numancia            | 35 | 38 | 10 | 5  | 23 | 38  | 69 | -31 |
|       | 20.  | Recreativo Huelva   | 33 | 38 | 8  | 9  | 21 | 34  | 57 | -23 |

Legenda:
      Campione di Spagna e qualificata alla prima fase a gironi della UEFA Champions League 2009-2010.
      Qualificata alla fase a gironi della UEFA Champions League 2009-2010.
      Qualificate al terzo turno di qualificazione della UEFA Champions League 2009-2010.
      Qualificate al primo turno di UEFA Europa League 2009-2010.
      Retrocesse in Segunda División 2009-2010.
Regolamento:
Tre punti a vittoria, uno a pareggio, zero a sconfitta.
In caso di arrivo di due o più squadre a pari punti, la graduatoria verrà stilata secondo la classifica avulsa tra le squadre interessate che prevede, in ordine, i seguenti criteri:
- Punti negli scontri diretti.
- Differenza reti negli scontri diretti.
- Regola dei gol fuori casa negli scontri diretti.
- Differenza reti generale.
- Reti realizzate in generale.
- Posizione nella classifica fair-play.

### Squadra campione
| Formazione tipo (4-3-3) | Giocatori (presenze)        |
| --- | --------------------------- |
| Valdés Dani Alves Piqué Puyol Abidal Iniesta Touré Xavi Messi Eto'o Henry | Víctor Valdés (35)          |
| Valdés Dani Alves Piqué Puyol Abidal Iniesta Touré Xavi Messi Eto'o Henry | Dani Alves (34)             |
| Valdés Dani Alves Piqué Puyol Abidal Iniesta Touré Xavi Messi Eto'o Henry | Gerard Piqué (25)           |
| Valdés Dani Alves Piqué Puyol Abidal Iniesta Touré Xavi Messi Eto'o Henry | Carles Puyol (28)           |
| Valdés Dani Alves Piqué Puyol Abidal Iniesta Touré Xavi Messi Eto'o Henry | Éric Abidal (25)            |
| Valdés Dani Alves Piqué Puyol Abidal Iniesta Touré Xavi Messi Eto'o Henry | Andrés Iniesta (26)         |
| Valdés Dani Alves Piqué Puyol Abidal Iniesta Touré Xavi Messi Eto'o Henry | Yaya Touré (25)             |
| Valdés Dani Alves Piqué Puyol Abidal Iniesta Touré Xavi Messi Eto'o Henry | Xavi (35)                   |
| Valdés Dani Alves Piqué Puyol Abidal Iniesta Touré Xavi Messi Eto'o Henry | Lionel Messi (31)           |
| Valdés Dani Alves Piqué Puyol Abidal Iniesta Touré Xavi Messi Eto'o Henry | Samuel Eto'o (36)           |
| Valdés Dani Alves Piqué Puyol Abidal Iniesta Touré Xavi Messi Eto'o Henry | Thierry Henry (29)          |
| Valdés Dani Alves Piqué Puyol Abidal Iniesta Touré Xavi Messi Eto'o Henry | Allenatore: Josep Guardiola |
| Altri giocatori: Seydou Keita (29), Eiður Guðjohnsen (24), Sergio Busquets (24), Bojan Krkić (23), Rafael Márquez (23), Aljaksandr Hleb (19), Sylvinho (15), Martín Cáceres (13), Víctor Sánchez (7), Pedro (6), José Manuel Pinto (2), Jeffrén (2), Xavi Torres (2), Alberto Botía (1), Abraham González (1), Oier Olazábal (1), Thiago (1), Marc Muniesa (1). |                             |

## Risultati

### Tabellone
|                     | Alm  | Ath  | Atl  | Bar  | Bet  | Dep  | Esp  | Get  | Mal  | Mll  | Num  | Osa  | Rac  | Rec  | Mad  | RVd  | Sev  | Spo  | Val  | Vil  |
| ------------------- | ---- | ---- | ---- | ---- | ---- | ---- | ---- | ---- | ---- | ---- | ---- | ---- | ---- | ---- | ---- | ---- | ---- | ---- | ---- | ---- |
| Almería             | –––– | 2-1  | 1-1  | 0-2  | 1-0  | 0-1  | 0-3  | 2-1  | 1-0  | 2-1  | 2-1  | 2-1  | 1-1  | 1-0  | 1-1  | 3-2  | 0-1  | 3-1  | 2-2  | 3-0  |
| Athletic Bilbao     | 1-3  | –––– | 1-4  | 0-1  | 1-0  | 0-1  | 1-1  | 0-1  | 3-2  | 2-1  | 2-0  | 2-0  | 2-1  | 1-1  | 2-5  | 2-0  | 1-2  | 3-0  | 3-2  | 1-4  |
| Atltico Madrid      | 3-0  | 2-3  | –––– | 4-3  | 2-0  | 4-1  | 3-2  | 1-1  | 4-0  | 2-0  | 3-0  | 2-4  | 4-1  | 4-0  | 1-2  | 1-2  | 0-1  | 3-1  | 1-0  | 3-2  |
| Barcellona          | 5-0  | 2-0  | 6-1  | –––– | 3-2  | 5-0  | 1-2  | 1-1  | 6-0  | 3-1  | 4-1  | 0-1  | 1-1  | 2-0  | 2-0  | 6-0  | 4-0  | 3-1  | 4-0  | 3-0  |
| Betis               | 2-0  | 0-1  | 0-2  | 2-2  | –––– | 0-3  | 1-1  | 2-2  | 1-2  | 3-0  | 3-3  | 0-0  | 3-1  | 0-1  | 1-2  | 1-1  | 0-0  | 2-0  | 1-2  | 2-2  |
| Deportivo La Coruña | 2-0  | 3-1  | 1-2  | 1-1  | 1-1  | –––– | 1-0  | 1-1  | 2-0  | 0-0  | 1-0  | 0-0  | 5-3  | 4-1  | 2-1  | 1-0  | 1-3  | 0-3  | 1-1  | 3-0  |
| Espanyol            | 2-2  | 1-0  | 2-3  | 1-2  | 2-0  | 3-1  | –––– | 1-1  | 3-0  | 3-3  | 3-4  | 1-0  | 1-0  | 1-1  | 0-2  | 1-0  | 0-2  | 0-1  | 3-0  | 0-0  |
| Getafe              | 2-2  | 1-1  | 1-2  | 0-1  | 0-0  | 1-2  | 1-1  | –––– | 1-2  | 4-1  | 1-0  | 3-0  | 0-1  | 2-1  | 3-1  | 1-0  | 0-2  | 5-1  | 0-3  | 1-2  |
| Malaga              | 3-2  | 0-0  | 1-1  | 1-4  | 1-1  | 1-1  | 4-0  | 2-1  | –––– | 1-1  | 2-0  | 4-2  | 1-0  | 0-2  | 0-1  | 2-1  | 2-2  | 1-0  | 0-2  | 2-2  |
| Maiorca             | 2-0  | 3-3  | 2-0  | 0-1  | 3-3  | 1-1  | 3-0  | 2-1  | 2-2  | –––– | 2-0  | 1-1  | 1-0  | 2-3  | 0-3  | 2-0  | 0-0  | 0-2  | 3-1  | 2-3  |
| Numancia            | 2-1  | 1-2  | 1-1  | 1-0  | 2-4  | 0-1  | 0-0  | 2-0  | 2-0  | 0-1  | –––– | 0-0  | 2-1  | 1-0  | 0-2  | 4-3  | 0-2  | 2-1  | 2-1  | 1-2  |
| Osasuna             | 3-1  | 2-1  | 0-0  | 2-3  | 0-2  | 0-0  | 1-0  | 5-2  | 2-3  | 1-0  | 2-0  | –––– | 0-1  | 1-2  | 2-1  | 3-3  | 0-0  | 1-2  | 1-0  | 1-1  |
| Racing de Santander | 0-2  | 1-1  | 5-1  | 1-2  | 2-3  | 0-0  | 3-0  | 1-1  | 1-1  | 1-2  | 5-0  | 1-1  | –––– | 1-1  | 0-2  | 3-2  | 1-1  | 1-0  | 0-1  | 1-1  |
| Recreativo Huelva   | 1-1  | 1-1  | 0-3  | 0-2  | 1-0  | 1-2  | 0-1  | 1-1  | 0-4  | 2-4  | 3-1  | 1-0  | 0-1  | –––– | 0-1  | 2-3  | 0-1  | 2-0  | 1-1  | 1-2  |
| Real Madrid         | 3-0  | 3-2  | 1-1  | 2-6  | 6-1  | 1-0  | 2-2  | 3-2  | 4-3  | 1-3  | 4-3  | 3-1  | 1-0  | 1-0  | –––– | 2-0  | 3-4  | 7-1  | 1-0  | 1-0  |
| Real Valladolid     | 2-0  | 2-1  | 2-1  | 0-1  | 1-3  | 3-0  | 1-1  | 1-0  | 1-3  | 3-0  | 0-0  | 0-0  | 0-1  | 1-1  | 1-0  | –––– | 3-2  | 1-2  | 0-1  | 0-0  |
| Siviglia            | 2-1  | 4-0  | 1-0  | 0-3  | 1-2  | 1-0  | 2-0  | 0-1  | 0-1  | 3-1  | 1-0  | 1-1  | 0-2  | 1-0  | 2-4  | 4-1  | –––– | 4-3  | 0-0  | 1-0  |
| Sporting Gijón      | 1-0  | 1-1  | 2-5  | 1-6  | 1-2  | 3-2  | 0-3  | 1-2  | 2-1  | 0-1  | 3-1  | 2-1  | 0-2  | 2-1  | 0-4  | 2-1  | 1-0  | –––– | 2-3  | 0-1  |
| Valencia            | 3-2  | 2-0  | 3-1  | 2-2  | 3-2  | 4-2  | 2-1  | 4-1  | 1-1  | 3-0  | 4-0  | 1-0  | 2-4  | 1-1  | 3-0  | 1-2  | 3-1  | 2-3  | –––– | 3-3  |
| Villarreal          | 2-1  | 2-0  | 4-4  | 1-2  | 2-1  | 1-0  | 1-0  | 3-3  | 0-2  | 2-0  | 2-1  | 1-1  | 2-0  | 2-1  | 3-2  | 0-3  | 0-2  | 2-1  | 3-1  | –––– |

## Statistiche

### Squadre

#### Capoliste solitarie
|    | ——  | —— | —— | —— | —— | ——       | ——       | ——         | ——         | ——         | ——         | ——         | ——         | ——         | ——         | ——         | ——         | ——         | ——         | ——         | ——         | ——         | ——         | ——         | ——         | ——         | ——         | ——         | ——         | ——         | ——         | ——         | ——         | ——         | ——         | ——         | ——         | —— |  |
|    | Esp |    |    |    |    | Valencia | Valencia | Barcellona | Barcellona | Barcellona | Barcellona | Barcellona | Barcellona | Barcellona | Barcellona | Barcellona | Barcellona | Barcellona | Barcellona | Barcellona | Barcellona | Barcellona | Barcellona | Barcellona | Barcellona | Barcellona | Barcellona | Barcellona | Barcellona | Barcellona | Barcellona | Barcellona | Barcellona | Barcellona | Barcellona | Barcellona | Barcellona |    |  |
|    |     |    |    |    |    |          |          |            |            |            |            |            |            |            |            |            |            |            |            |            |            |            |            |            |            |            |            |            |            |            |            |            |            |            |            |            |            |    |  |
|    |     |    |    |    |    |          |          |            |            |            |            |            |            |            |            |            |            |            |            |            |            |            |            |            |            |            |            |            |            |            |            |            |            |            |            |            |            |    |  |
| 1ª | 2ª  | 3ª | 4ª | 5ª | 6ª | 7ª       | 8ª       | 9ª         | 10ª        | 11ª        | 12ª        | 13ª        | 14ª        | 15ª        | 16ª        | 17ª        | 18ª        | 19ª        | 20ª        | 21ª        | 22ª        | 23ª        | 24ª        | 25ª        | 26ª        | 27ª        | 28ª        | 29ª        | 30ª        | 31ª        | 32ª        | 33ª        | 34ª        | 35ª        | 36ª        | 37ª        | 38ª        |    |  |

#### Primati stagionali
Squadre
- Maggior numero di vittorie: Barcellona (27)
- Minor numero di sconfitte: Barcellona (5)
- Miglior attacco: Barcellona (105 gol segnati)
- Miglior difesa: Barcellona (35 gol subiti)
- Miglior differenza reti: Barcellona (+70)
- Maggior numero di pareggi: Osasuna (13)
- Minor numero di pareggi: Sporting Gijón (1)
- Minor numero di vittorie: Recreativo (8)
- Maggior numero di sconfitte: Sporting Gijón (23)
- Peggior attacco: Recreativo (33 gol segnati)
- Peggior difesa: Sporting Gijón (78 gol subiti)
- Peggior differenza reti: Sporting Gijón (-33)

Partite
- Più gol (8):

Real Madrid - Numancia 7-1
Villarreal - Atletico Madrid 4-4
Real Madrid - Barcellona 2-6

### Individuali

#### Classifica marcatori
Fonte:
| Gol | Rigori |  | Giocatore         | Squadra          |
| --- | ------ |  | ----------------- | ---------------- |
| 32  | 6      |  | Diego Forlán      | Atlético Madrid  |
| 30  | 1      |  | Samuel Eto'o      | Barcellona       |
| 28  | 7      |  | David Villa       | Valencia         |
| 23  | 3      |  | Lionel Messi      | Barcellona       |
| 22  | 3      |  | Gonzalo Higuaín   | Real Madrid      |
| 19  |        |  | Thierry Henry     | Barcellona       |
| 19  | 4      |  | Álvaro Negredo    | Almeria          |
| 18  |        |  | Raúl              | Real Madrid      |
| 18  | 2      |  | Frédéric Kanouté  | Siviglia         |
| 17  |        |  | Sergio Agüero     | Atlético Madrid  |
| 15  |        |  | Joseba Llorente   | Villareal        |
| 13  | 1      |  | Roberto Soldado   | Getafe           |
| 13  | 1      |  | Nikola Žigić      | Racing Santander |
| 13  | 2      |  | Fernando Llorente | Athletic Bilbao  |
| 12  | 2      |  | Giuseppe Rossi    | Villareal        |